# Московско море (Месец)
Московско море (лат. Mare Moscoviense) је једно од неколико лунарних мора (maria) на Месецу. Налази се на далекој страни Месеца, што је редак случај, будући да се лунарна мора углавном налазе на видљивој страни Месеца.

## Откриће и назив
Ово море је откривено 1959. године током првог успешног фотографисања далеке стране Месеца, које је извршила совјетска свемирска сонда Луна 3. Назив "Московско море" предложили су совјетски научници у част главног града СССР-а, Москве. 

## Географске карактеристике
Московско море се налази у ударном басену пречника око 277 km, а настало је услед вулканске активности која је попунила кратер лавом. Његова тамна базалтна површина, карактеристична за месечева мора, визуално одудара од  планинских терена око њега. 

## Истраживања
Московско море се налази на списку 50 значајних локација за проучавање на Месецу које је саставила НАСА. Значајно је зато што се његовим проучавањем може доћи до увида у то зашто је вулканска активност у прошлости била далеко мања на удаљеној страни Месеца, што даље може пружити више информација о еволуцији Месеца.